# Опорно-двигателна система
Опорно-двигателната система (или опорно-двигателния апарат) на човека е система от органи, която дава на хората способността да се движат, използвайки своите мускули и скелет. Опорно-двигателна система осигурява формата, опората, стабилността и движението на тялото.
Опорно-двигателна система на човека се състои от костите на скелета, мускулите, хрущялите, сухожилията, лигаментите, ставите и друга съединителна тъкан, която поддържа и свързва тъканите и органите заедно. Основните функции на мускулно-скелетната система включват поддържане на тялото, позволяване на движение и защита на жизненоважни органи. Скелетната част на системата служи като основна система за съхранение на калций и фосфор и съдържа критични компоненти на кръвотворната система.
Тази система описва как костите са свързани с други кости и мускулни влакна чрез съединителна тъкан като сухожилия и връзки. Костите осигуряват стабилност на тялото. Мускулите поддържат костите на място и също играят роля в движението на костите. За да позволят движението, различните кости са свързани чрез стави. Хрущялът предотвратява триенето на краищата на костта директно един в друг. Мускулите се свиват, за да преместят костта, прикрепена към ставата.
Съществуват обаче заболявания и разстройства, които могат да повлияят неблагоприятно на функцията и общата ефективност на системата. Тези заболявания могат да бъдат трудни за диагностициране поради тясната връзка на мускулно-скелетната система с други вътрешни системи. Опорно-двигателна система се отнася до системата, чиито мускули са прикрепени към вътрешна скелетна система и е необходима на хората, за да се преместят в по-благоприятна позиция. Сложните проблеми и наранявания, включващи опорно-двигателна система, обикновено се третират от физиотерапевт или ортопедичен хирург.

## Подсистеми

### Скелетна
Скелетната система изпълнява много важни функции: осигурява формата на тялото, опора и защита, позволява движение на тялото, произвежда кръв за тялото и съхранява минерали. Броят на костите в човешката скелетна система е спорна тема. Хората се раждат с над 300 кости; въпреки това, много кости се сливат заедно между раждането и зрелостта. В резултат на това средният скелет на възрастен се състои от 206 кости. Броят на костите варира в зависимост от метода, използван за преброяването. Докато някои смятат определени структури за една кост с множество части, други може да ги видят като една част с множество кости. Има пет общи класификации на костите. Това са дълги кости, къси кости, плоски кости, неправилни (смесени) кости и сезамовидни кости. Човешкият скелет се състои както от слети, така и от отделни кости, поддържани от връзки, сухожилия, мускули и хрущяли. Това е сложна структура с две отделни части: аксиален скелет, който включва гръбначния стълб, и апендикуларния скелет (скелет на крайниците).

#### Функция
Скелетната система служи като рамка за прикрепване на тъканите и органите. Тази система действа като защитна структура за жизненоважни органи. Основни примери за това са мозъкът, защитен от черепа и белите дробове, защитени от гръдния кош.
В дългите кости се намират два вида костен мозък (жълт и червен). Жълтият костен мозък има мастна съединителна тъкан и се намира в кухината на костния мозък. По време на гладуване тялото използва мазнините в жълтия костен мозък за извличане на енергия. Червеният мозък на някои кости е важно място за производство на кръвни клетки, приблизително 2,6 милиона червени кръвни клетки в секунда, за да се заменят съществуващите клетки, които са били унищожени от черния дроб. Тук се образуват всички еритроцити, тромбоцити и повечето левкоцити при възрастните. От червения костен мозък еритроцитите, тромбоцитите и левкоцитите мигрират към кръвта, за да изпълняват своите специални задачи.
Друга функция на костите е съхранението на определени минерали. Калцият и фосфорът са сред основните минерали, които се съхраняват. Важността на това „устройство“ за съхранение помага за регулиране на минералния баланс в кръвния поток. Когато флуктуацията на минералите е голяма, тези минерали се съхраняват в костта; когато е ниска, те се извличат от костта.

### Мускулна
Има три вида мускули – сърдечни, скелетни и гладки. Гладките мускули се използват за управление на потока от вещества в лумените на кухите органи и не се контролират съзнателно. Скелетните и сърдечните мускули имат набраздявания, които се виждат под микроскоп, поради компонентите в техните клетки. Само скелетните и гладките мускули са част от опорно-двигателния апарат и само мускулите могат да движат тялото. Сърдечните мускули се намират в сърцето и се използват само за циркулация на кръвта; подобно на гладките мускули, тези мускули не са под съзнателен контрол. Скелетните мускули са прикрепени към костите и са подредени в противоположни групи около ставите. Мускулите се инервират, при което нервните сигнали се предават от нерви, които провеждат електрически импулси от централната нервна система и карат мускулите да се свиват.

#### Мускулно съкращение
При бозайниците, когато мускулът се съкращава, възниква серия от реакции. Мускулната контракция се стимулира от моторния неврон, изпращащ съобщение до мускулите от соматичната нервна система. Деполяризацията на моторния неврон води до освобождаване на невротрансмитери от нервното окончание. Пространството между нервния край и мускулната клетка се нарича нервно-мускулна връзка. Тези невротрансмитери дифундират през синапса и се свързват със специфични рецепторни места на клетъчната мембрана на мускулните влакна. Когато се стимулират достатъчно рецептори, се генерира нервен импулс за действие и пропускливостта на сарколемата се променя. Този процес е известен като инициация.

#### Сухожилия
Сухожилието е здрава, гъвкава лента от влакнеста съединителна тъкан, която свързва мускулите с костите. Извънклетъчната съединителна тъкан между мускулните влакна се свързва със сухожилията в дисталния и проксималния край, а сухожилието се свързва с надкостницата на отделните кости в началото и при прикрепването на мускула. Когато мускулите се съкращават, сухожилията предават силите на относително твърдите кости, като ги дърпат и предизвикват движение. Сухожилията могат да се разтягат значително, което им позволява да функционират като пружини по време на движение, като по този начин пестят енергия.

### Стави, лигаменти и бурси
Ставите са структури, които свързват отделните кости и могат да позволят на костите да се движат една спрямо друга, за да извършват движение. Съществуват три подразделения на ставите: диартроза, която позволява широка подвижност между две или повече ставни глави; амфиартроза, която е става, позволяваща известно движение, и лъжливи стави или синартроза, стави, които са неподвижни, позволяват малко или никакво движение и са предимно фиброзни. Синовиалните стави, т.е. ставите, които не съединяват директно костите, се смазват от разтвор, наречен синовиална течност, която се произвежда от синовиалната обвивка. Тази течност понижава триенето между ставните повърхности и се съхранява в ставната капсула, свързваща ставата с нейната плътна тъкан.

#### Лигаменти
Лигаментът е малка ивица от плътна, бяла, фиброзна (влакнеста) еластична тъкан. Лигаментите (връзките) свързват краищата на костите, за да образуват става. Повечето връзки ограничават изкълчването на ставата или предотвратяват определени движения, които могат да доведат до счупване. Тъй като са само еластични, те все повече се удължават, когато са подложени на натиск. Когато това се случи, сухожилието може да бъде подложено на скъсване, което води до нестабилна става.
Лигаментите могат също така да ограничават някои действия: движения като силно разтягане и силно сгъване се ограничават до известна степен от лигаментите. Също така лигаментите възпрепятстват определени движения в определена посока.

#### Синовиална торбичка
Синовиалната торбичка (бурсата) е малка торбичка, пълна с течност, изградена от бяла фиброзна тъкан и покрита отвътре със синовиалната мембрана. Бурса може да се образува и от синовиална мембрана, която се простира извън ставната капсула. Тя осигурява възглавница между костите и сухожилията или мускулите около ставата; торбичките са пълни със синовиална течност и се намират около почти всяка голяма става на тялото.

## Клинично значение
Допълнителна информация: Болести на опорно-двигателния апарат, ревматология и ортопедична хирургия
Тъй като много други системи на тялото, включително кръвообращението, нервната и кожната системи, са взаимосвързани, нарушенията на една от тези системи могат да засегнат и опорно-двигателния апарат и да усложнят диагностиката на произхода на заболяването. Заболяванията на опорно-двигателния апарат обхващат предимно функционални нарушения или несъответствия в движенията; степента на увреждане зависи конкретно от проблема и неговата тежест. При проучване на хоспитализациите в САЩ най-често срещаните процедури в болничните операционни зали през 2012 г. са били свързани с опорно-двигателната система: артропластика на коляното, ламинектомия, смяна на тазобедрена става и спинална фузия.
Най-често срещани са ставните заболявания. Сред диагнозите са и: първични мускулни заболявания, неврологични дефицити, отравяния, ендокринни аномалии, метаболитни нарушения, инфекциозни заболявания, кръвни и съдови нарушения и хранителен дисбаланс.
Нарушенията на мускулите от друга телесна система могат да доведат до нередности като: нарушение на движението и контрола на очите, дихателна дисфункция и неизправност на пикочния мехур. Пълна парализа, пареза или атаксия могат да бъдат причинени от първични мускулни дисфункции от инфекциозен или токсичен произход; въпреки това, първичното разстройство обикновено е свързано с нервната система, като мускулната система действа като ефекторен орган, орган, реагиращ на стимул, особено на нервен импулс.
Едно недооценено разстройство, което започва по време на бременност, е болката в тазовия пояс. Тя е сложна, многофакторна и вероятно може да се представи като болка, причинена от периферната или централната нервна система, променена отпуснатост/скованост на мускулите, отпуснатост до нараняване на сухожилни/лигаментни структури, неадаптивна механика на тялото.